# دایلسدورف
دایلسدورف (به آلمانی: Deyelsdorf) یک شهر در آلمان است که در فرپومرن-روگن واقع شده‌است. دایلسدورف ۵۶۳ نفر جمعیت دارد.